# 拉斯梅斯·霍克
拉斯梅斯·霍克（丹麥語：Rasmus Falk；1992年1月15日—）是一位丹麥足球運動員。在場上的位置是前鋒。他現在效力於丹麥足球超級聯賽球隊哥本哈根。他也代表丹麥國家足球隊參賽。

## 外部連結
- （丹麥語） OB profile
- （丹麥語） Danish national team profile （页面存档备份，存于）
- （丹麥語） Official Danish Superliga stats （页面存档备份，存于）
- （英語） Rasmus Falk （页面存档备份，存于） on Soccerway